# Автономний університет Кармен
Автономний університет Кармен (іспанською — «Autonomous University of Carmen») — вищий навчальний заклад, розташований у Сьюдад-дель-Кармен, Кампече, Мексика. Заснований 13 червня 1967 року, він є наступником Liceo Carmelita, який був заснований у 1854 році.
Університет поділений на вісім факультетів: інженерії та технологій, медичних наук, природничих наук, хімічних та нафтових наук, інформаційних наук, освіти та гуманітарних наук, адміністративних економічних наук та права.
Університет  має три кампуси. У кампусі I розташовано п'ять із восьми шкіл, а також стадіон «Ресургім'єнто», домашня арена професійної команди «Дельфінес дель Кармен» з бейсбольної ліги «Мексикана». Кампус II розташований у комерційному районі та є місцем проведення програми підготовки бакалаврів UNACAR. Кампус III знаходиться на околиці міста та містить школи медичних наук, природничих наук та інженерії.
UACC також керує університетською радіостанцією XHUACC-FM 88.9.

## Інтернет-ресурси
- Офіційний сайт